# Lenhovda
Lenhovda – miejscowość (tätort) w Szwecji, w regionie administracyjnym (län) Kronoberg, w gminie Uppvidinge.
Według danych Szwedzkiego Urzędu Statystycznego liczba ludności wyniosła: 1762 (31 grudnia 2015), 1811 (31 grudnia 2018) i 1795 (31 grudnia 2019).